# 一期分
一期分（いちごぶん）とは、中世において、対象者の一生涯（一期）に限定して知行が認められた所領のこと。死後には惣領に返還されるか、指定された相手（未来領主）に譲渡されるものとされた。
なお、一期分が与えられた領主を一期領主（いちごりょうしゅ）と呼ぶ。

## 解説
古くは後家及び女子に与えられた所領が対象とされたが、後に後家や女子への所領分配自体が無くなると、代わって隠居や庶子の所領に適用された。
一方、権利の継承予定者である惣領や未来領主は、その継承に対する期待権を有しており、継承する権利のみを第三者に譲渡売却する権利を有していた。
なお、惣領や未来領主が一期領主より先に没してその権利の継承者が不在の場合には一期分は無効とされて一期領主の所領として自由な処分が許されるようになった。
また、一期領主が法に触れて公儀に一期分を没収された場合には、惣領・未来領主が一期領主の直系卑属であった場合には継承権も没収されるが、それ以外の場合には一期領主が死亡した例に準じて一期分の継承が許された。